# Hanauer Hof

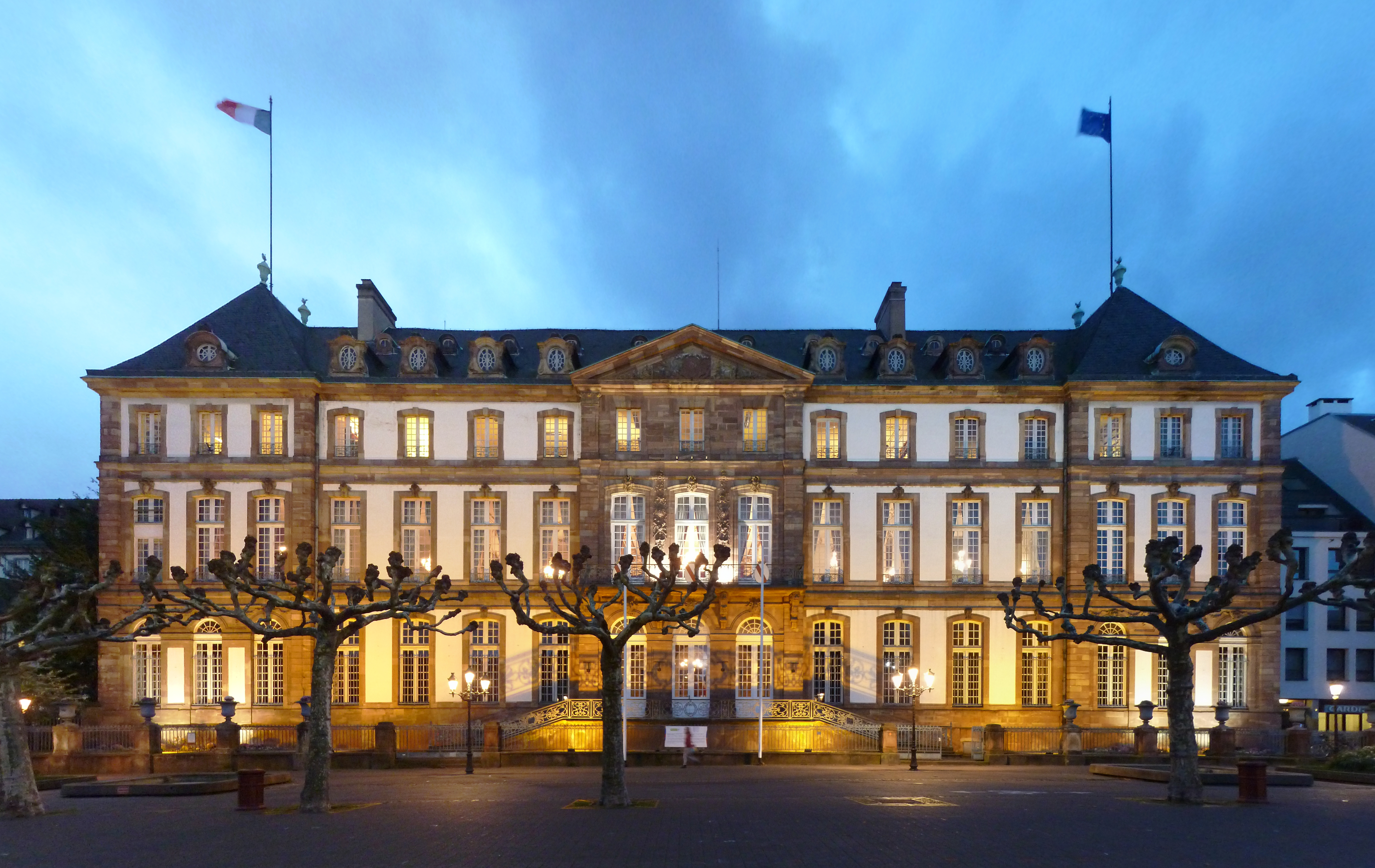
Hanauer Hof, Fassade zur Place Broglie bei Dämmerung

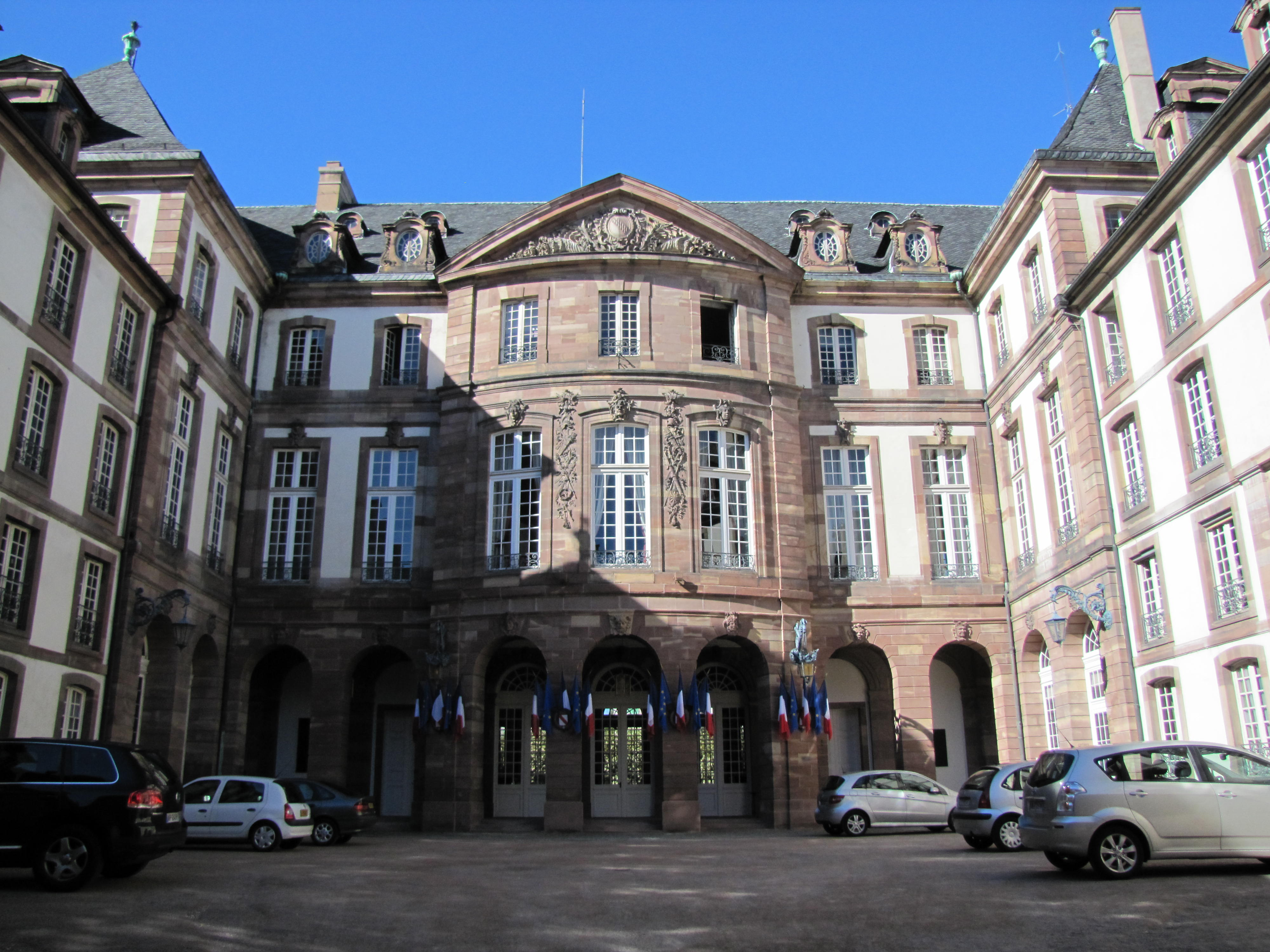
Ehrenhof

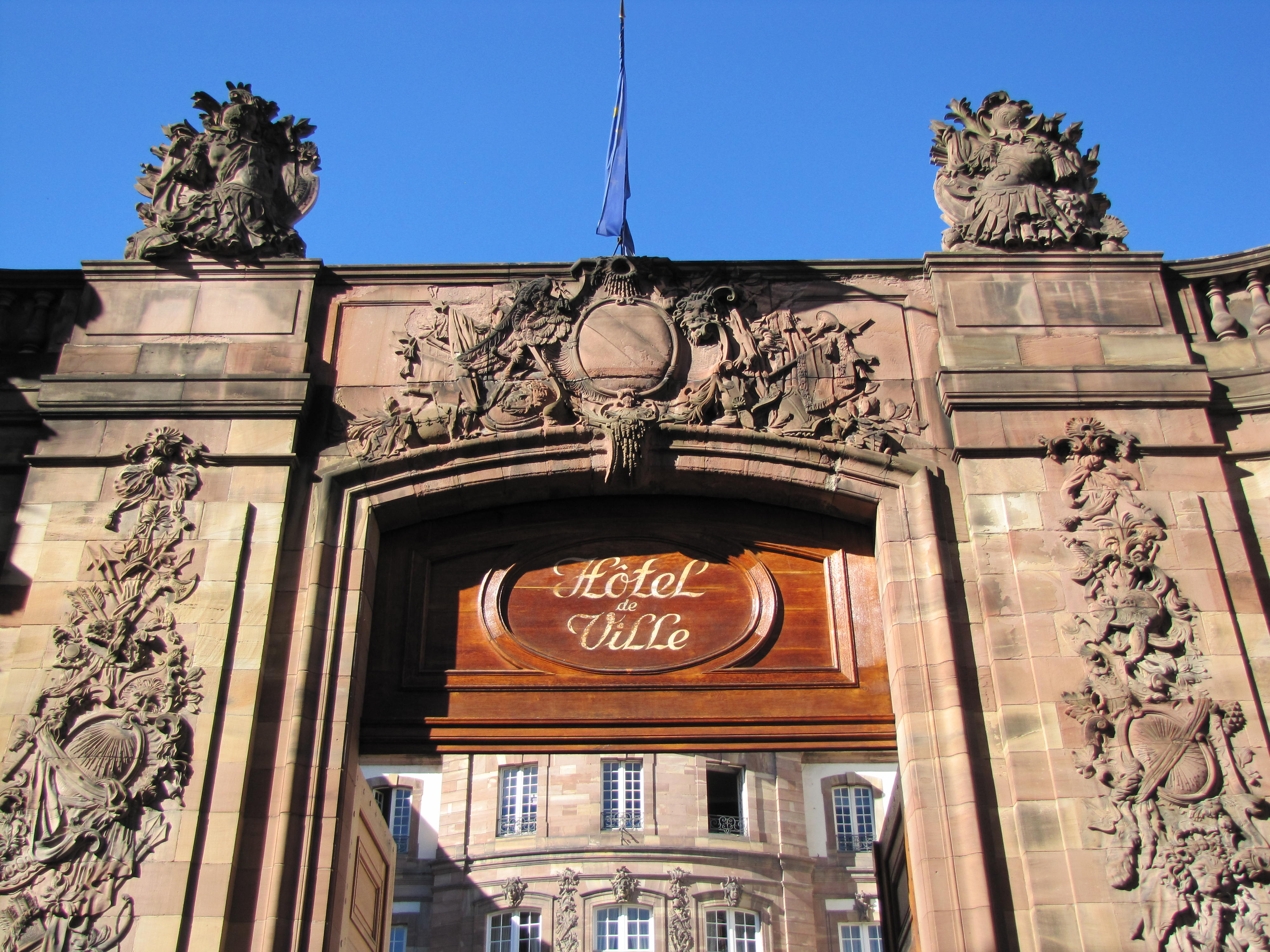
Prachttor zur Rue Brûlée

Der Hanauer Hof (französisch Hôtel de Hanau) in Straßburg war das dortige Stadtschloss der Grafen von Hanau-Lichtenberg und ist seit Beginn des 19. Jahrhunderts das Rathaus der Stadt.

## Voraussetzungen und Bau
Die Grafen von Hanau-Lichtenberg waren Vögte von Straßburg. Seit 1573 besaßen sie dort den Hof der Adelsfamilie von Ochsenstein. 1728 begann Graf Johann Reinhard III. mit dem Neubau eines Stadtschlosses. Architekt war der Hanauer Hofbaudirektor Christian Ludwig Hermann. Johann Reinhard III., letzter männlicher Vertreter seiner Familie, starb 1736 und erlebte den Abschluss der Arbeiten nicht mehr. Das Hauptgebäude war damals weitestgehend fertiggestellt, aber die rückwärtigen Seitenflügel fehlten noch. Erbe des neuen Hôtels war Ludwig IX. von Hessen-Darmstadt. Es ist daher auch unter dem Namen Hôtel de Hessen-Darmstadt bekannt. Nach dem Tod von Johann Reinhard III. übernahm der aus der Langedocue (Montpellier?) stammende Joseph Massol, Baumeister des Straßburger Domkapitels, die Baustelle und vollendete die noch ausstehenden Teile der Anlage in vereinfachten Formen.

## Das Gebäude
Graf Johann Reinhard III. ließ ein typisches französisches Adelshôtel errichten: eine dreiflügelige Anlage, die sich um einen Ehrenhof gruppiert. Die vierte Seite mit der Hauptzufahrt zur Brandgasse (Rue Brûlée) erhielt eine niedrigere Bebauung. Das Corps de Logis ist zum Ehrenhof hin zweistöckig, auf der Rückseite, zum tiefer gelegenen place Broglie, dreistöckig.
Die Anlage wurde am 20. Juni 1921 als Monument historique klassifiziert.

## Weitere Verwendung
Im Zuge der Französischen Revolution wurde das Gebäude enteignet und Nationaleigentum. 1805 übergab es Napoleon Bonaparte an die Stadtverwaltung von Straßburg, die ein neues Rathaus benötigte, da das alte in der Revolution zerstört worden war. Seitdem diente der Hanauer Hof als Straßburger Rathaus, heute allerdings in erster Linie als Kulisse für Hochzeiten, repräsentative Empfänge und das Standesamt. Die Stadtverwaltung selbst befindet sich seit 1976 im Centre administratif de Strasbourg am Parc de l’Étoile.